# Visvaldis Eglītis
Visvaldis Eglītis (Madona, 4 april 1936 - Iecavas novads, 17 augustus 2014) is een voormalig Sovjet- en Letse basketbalspeler. Hij kreeg de onderscheiding Meester in de sport van de Sovjet-Unie, Internationale Klasse (1965).

## Carrière
Eglītis begon zijn loopbaan bij VEF Riga van 1958 tot 1965. In 1965 verhuisde hij naar SKA Riga. In 1974 keerde hij terug naar VEF Riga. Met VEF werd hij één keer derde om het Landskampioenschap van de Sovjet-Unie in 1960. Ook won hij vijf keer het Landskampioenschap van de Letse SSR in 1958, 1959, 1960, 1961 en 1963. Met SKA won hij vier keer het Landskampioenschap van de Letse SSR in 1966, 1967, 1969 en 1973. Hij werd twee keer derde om de Spartakiade van de Volkeren van de USSR in 1959 en 1963 met de Letse SSR.
Eglītis won met het nationale team van de Sovjet-Unie één gouden medaille op het Europees kampioenschap in 1965. In 1976 stopte hij met basketbal.
Eglītis kreeg in 1998 de onderscheiding Orde van de Drie Sterren 3e graad.

## Erelijst
- Landskampioen Sovjet-Unie:
  - Derde: 1960
- Landskampioen Letse SSR: 9
  - Winnaar: 1958, 1959, 1960, 1961, 1963, 1966, 1967, 1969, 1973
- Europees Kampioenschap: 1
  - Goud: 1965
- Spartakiade van de Volkeren van de USSR:
  - Derde: 1959, 1963